# Clan Hoshina
Le clan Hoshina (保科氏, Hoshina-shi) est un clan japonais qui prétend descendre de l'empereur Seiwa. C'est une branche du clan Minamoto. Le clan Hoshina est renommé pour son rôle d'obligé du clan Takeda au XVIe siècle. Durant l'époque d'Edo, le clan produit deux familles de daimyos : l'une dirige le domaine d'Aizu, l'autre le domaine d'Iino. Le clan Hoshina d'Aizu descend de Hoshina Masayuki, un fils de Hidetada Tokugawa, adopté par Hoshina Masamitsu.
Katamori Matsudaira et Hoshina Masaari, deux importantes personnalités de la période du Bakumatsu, sont membres du clan Hoshina.

## Source de la traduction
- (en) Cet article est partiellement ou en totalité issu de l’article de Wikipédia en anglais intitulé « Hoshina clan » (voir la liste des auteurs).